# Xã Springer, Quận Ransom, Bắc Dakota
Xã Springer (tiếng Anh: Springer Township) là một xã thuộc quận Ransom, tiểu bang Bắc Dakota, Hoa Kỳ. Năm 2010, dân số của xã này là 59 người.